# Julius Tandler
Compléments
« Ceux qui construisent des palais pour enfants démolissent les murs des donjons » J. Tandler
Julius Tander, né à Jihlava (Iglau) en Moravie, le 16 février 1869, et mort à Moscou, le 26 août 1936, est un médecin autrichien particulièrement connu pour ses travaux en anatomie et pour son action politique en faveur d'une médecine sociale. Membre du Parti ouvrier social-démocrate (SDAP), il s'illustre par son action en faveur de la santé en général, de l'enfance et de la maternité en particulier. Juif d'origine, il se convertit au catholicisme lors de son mariage. Il est doyen de la faculté de médecine de l'université de Vienne durant la Première Guerre mondiale. À partir de la fin des années 1920, il est progressivement contraint, à la suite des attaques antisémites dont est victime son institut d'anatomie, de renoncer à sa charge professorale en s'expatriant en Chine puis en URSS où il meurt en 1936 avant d'avoir pu mener à leurs termes les missions réformatrices de la médecine qui lui avaient été confiées. En 2011, une polémique voit le jour concernant certains propos eugénistes qu'il avait pu écrire remettant en question le bien fondé de la place qui porte son nom à Vienne.

## Éléments biographiques
Julius Tandler est né à Iglau en Autriche-Hongrie, le 16 février 1869, dans une famille juive modeste. Son père, Moritz Tandler, est marchand à Iglau,. Sa mère est Rosalie Schüller. Entre 1872 et 1875, la famille s'installe à Vienne où le père a décroché un emploi de rédacteur en chef. Moritz Tandler fait de mauvaises opérations si bien que très tôt, Julius Tandler est contraint de travailler en réalisant des travaux ponctuels ou en donnant des cours particuliers pour financer ses études secondaires et universitaires et contribuer aux dépenses de la famille composée de sept enfants,,. Julius Tandler obtient son doctorat de médecine en 1895 et devient l'assistant d'Emil Zuckerkandl. Il termine son cursus universitaire en 1899. L'année suivante, il épouse Olga Klauber et se convertit à la religion de son épouse, le catholicisme.
En 1902, il est professeur agrégé d'anatomie sans charge de cours. Au décès d'Emil Zuckerkandl, en 1910, il reprend la chaire de l'Institut d'anatomie de l'Université de Vienne. De 1914 à 1917, il est le doyen de la faculté de médecine de l'Université de Vienne dont il contribue à asseoir la réputation internationale.

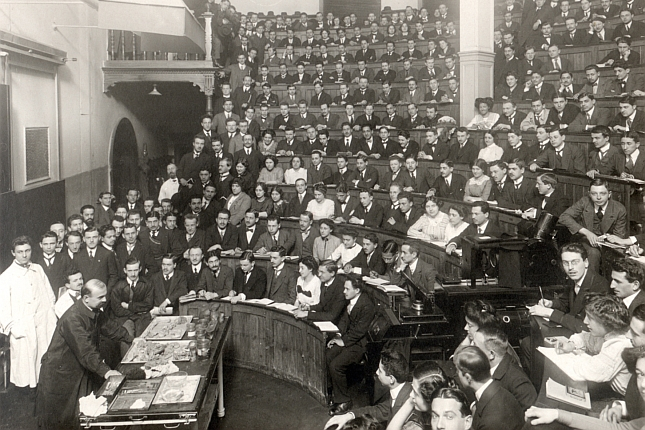
Julius Tandler devant son auditoire à l'Institut d'anatomie de Vienne

Après la Première Guerre mondiale, il dirige une commission chargée de faire état de forfaitures perpétrées durant le conflit. Julius Wagner-Jauregg devait y siéger mais il en est écarté parce qu'il est poursuivi pour son recours à des traitements par électro-chocs des névrosés de guerre. Il est remplacé par Sigmund Freud.
Julius Tandler était autant attentif aux aspects curatifs que préventifs de la médecine et également fort préoccupé par les questions sociales. Il est séduit par les théories développées par Rudolf Goldscheid (de) relatives à un eugénisme positif. Julius Tandler croit ainsi, selon les préceptes d'un néo-lamarckisme social, à la transmission héréditaire de traits sociaux acquis. « Cela signifiait qu'une action positive aurait un impact positif sur les générations futures ». Cette conviction l'a ainsi mené à accorder une place importante à la prévention médico-sociale chez l'enfant et l'adolescent et à se préoccuper de question relatives au conseil matrimonial et à la planification familiale.
Il était rédacteur en chef du Zeitschrift für Konstitutionspathologie et a fait partie de la section d'hygiène de la Société des Nations.

### Carrière politique
Au tournant du siècle, Julius Tandler rejoint les rangs du Parti social-démocrate d'Autriche (SDAP). Il y cotoîe ainsi Ferdinand Hanusch et Franz Schuhmeier (de). Durant la Première Guerre mondiale, il milite auprès de Karl 1er d'Autriche pour la création d'un ministère de la santé publique qui verra le jour le 1er janvier 1918.
À partir de 1919, il se présente pour le Parti travailliste social-démocrate aux élections municipales de Vienne. Il siège comme conseiller de 1919 à 1933, date à laquelle il doit renoncer à son mandat pour des « raisons de santé ». Au niveau national, il intègre le gouvernement de Karl Renner en qualité de sous-secrétaire d'État et chef du bureau de la santé publique sous Ferdinand Hannouche. C'est durant ces mandats qu'il réalise, en 1920, une réforme du système hospitalier autrichien permettant son financement par les structures étatiques et non plus uniquement caritatives comme cela avait été le cas jusqu'alors.

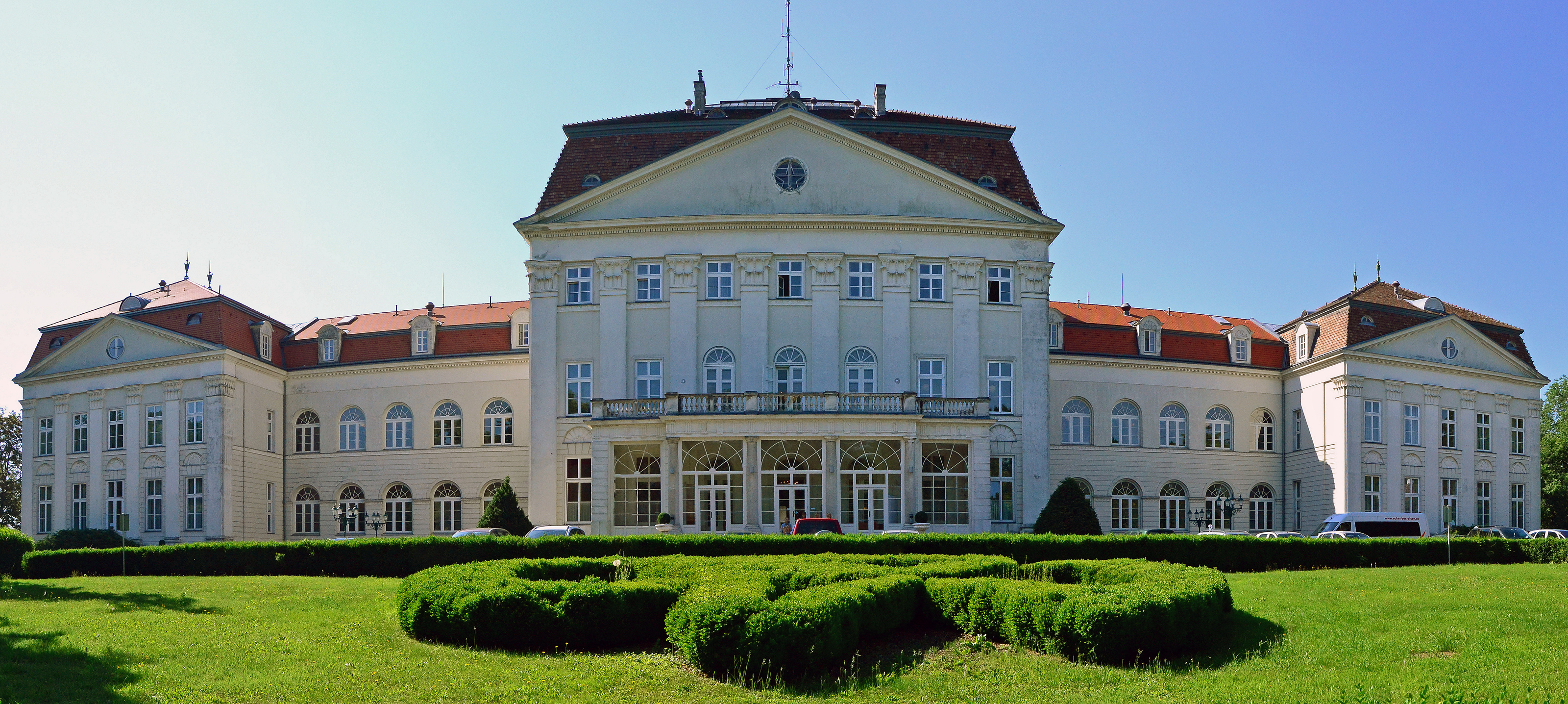
Le Château de Wilhelminenberg récemment reconstruit est racheté en 1927 par la ville de Vienne et transformé en foyer pour enfants.

À Vienne, Julius Tandler est la cheville ouvrière d'une politique sanitaire et sociale engagée contribuant ainsi à ce qu'il était alors convenu d'appeler « Vienne la rouge » (Roten Wien). La politique qu'il instilla à Vienne sous la Première république fut saluée et suscita même l'intérêt d'autres nations.
Tandler réorganise entièrement le département jeunesse et santé en se concentrant sur le bien-être de la jeunesse, la lutte contre la mortalité infantile, maternelle et la tuberculose qu'on appelait à l'époque la « maladie de Vienne » tant sa prévalence y était importante. Il crée ainsi de nombreux jardins publics d'enfants, des centres d'accompagnement des mamans, des services de dentisterie scolaire. En 1925, une première en Europe, il ouvre un centre d'adoption d'enfants. En 1927, la ville de Vienne acquiert le Château de Wilhelminenberg (de) pour en faire un foyer pour enfants. La même année, il crée des colis pour la petite enfance et généralise l'accompagnement des femmes enceintes. Ces accompagnements, volontiers paternalistes et empreints d'une visée de contrôle social, ne manquèrent pas d'éveiller des critiques dans les rangs de l'opposition.
Avec le chirurgien Leopold Schönbauer (de), il crée le premier centre d'accompagnement des cancéreux.
Tandler s'est également intéressé à améliorer le sort de ses congénères en fin de vie même si sur ce point, il n'atteint pas tous ses objectifs. Il est également l'un des promoteurs de la construction du crématorium Feuerhalle Simmering (de) qui soulève l'indignation de la gauche catholique qui estimait que Tandler poussait la population à l'athéisme.
Ces projets nécessitaient d'importants investissements — Hugo Breitner appelait même Julius Tandler, « Mon ami le plus cher ! ». Mais Julius Tandler savait se montrer persuasif et créatif pour lever des fonds.
Au début des années 1930, Julius Tandler a également travaillé pour la section hygiène de la Société des Nations, l'ancêtre de l'Organisation des Nations unies.
À partir d'avril 1932, des membres du National-socialisme autrichien intègre le conseil municipal. Julius Tandler subit les attaques violentes de cette opposition montante. Ce ne sont plus ses projets qui sont attaqués mais bien sa personne y compris de manière antisémite. Le premier institut d'anatomie qu'il dirigeait subira également les assauts antisémites qui iront croissant à partir de la fin des années 1920. L'arrivée au pouvoir du chancellier Engelbert Dollfuss en 1932 achèvera de le contraindre à se retirer de la politique ce qu'il fait en 1933.
En 1933, il demande un congé pour raison de santé et accepte une mission en Chine pour prendre part à une réforme de l'enseignement universitaire à Shanghai et à Pékin. À son retour, en mars 1934, le divorce avec le gouvernement de Kurt Schuschnigg est définitivement consommé. Il est arrêté et doit renoncer à sa charge professorale en acceptant une mise à la retraite anticipée.

### Franc-maçonnerie
En 1920, Julius Tandler est introduit dans la loge maçonnique Lessing aux trois anneaux (Lessing Zu den drei Ringen) à Innsbruck par Ferdinand Hannouche. En raison de ses mandats politiques qui en faisaient un personnage public, il y siégeait sous le pseudonyme de Retland.

### Exil, décès et sépulture

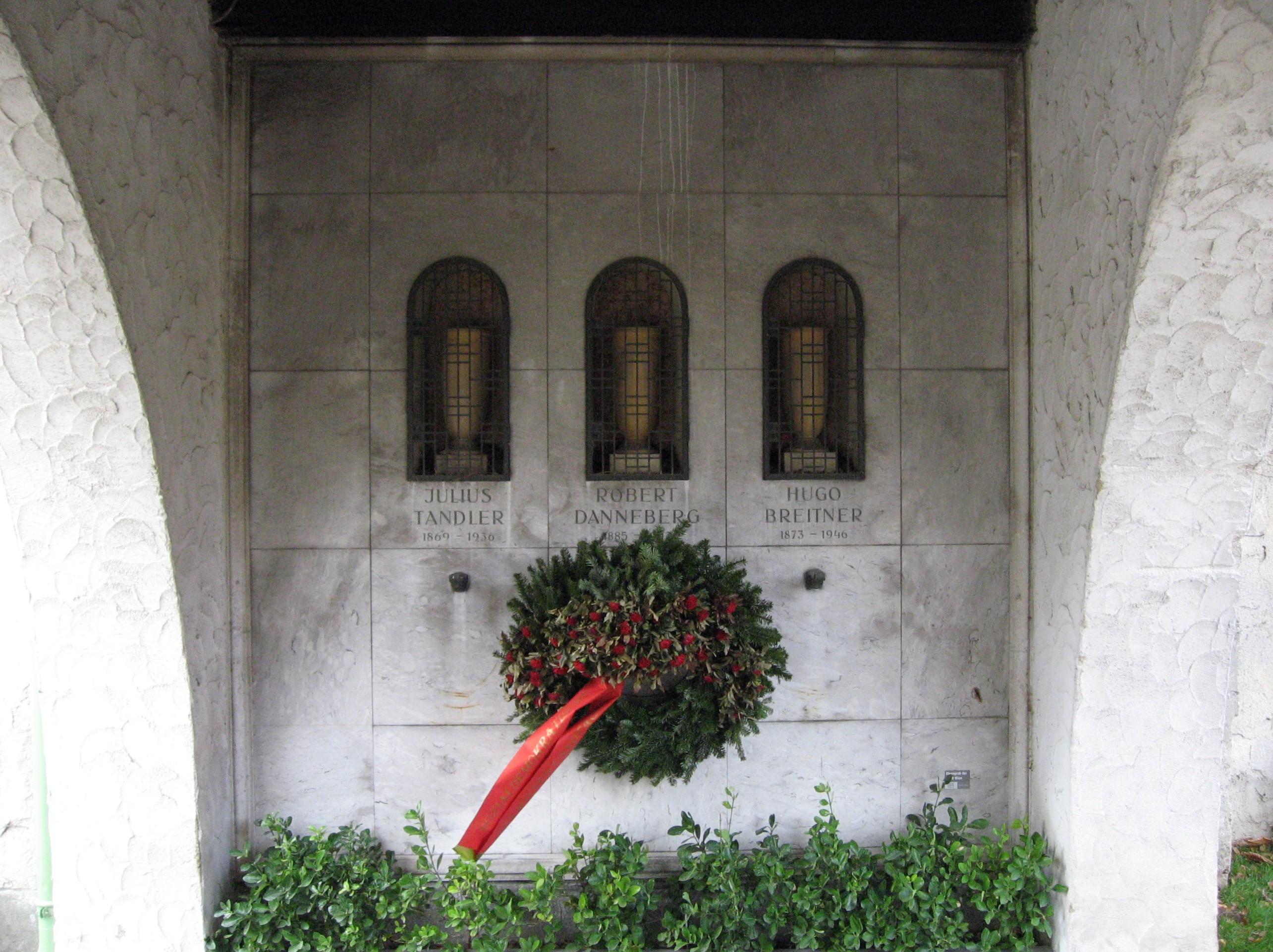
Sépulture de Julius Tandler à Vienne aux côtés de Robert Danneberg et d'Hugo Breitner (Feuerhalle Simmering)

Profondément blessé par son éviction de l'université et de ses mandats politiques, il séjourne un temps aux États-Unis où il s'était déjà rendu en 1929. Puis à nouveau en Chine pour finalement accepter une mission qui lui fut confiée par l'URSS pour prendre part à l'élaboration d'un plan de réforme de l'enseignement de la médecine et des organismes hospitaliers. Il meurt à Moscou dans la nuit du 25 au 26 février 1936 sans avoir pu s'atteler à cette tâche.
Sa dépouille est finalement rapatriée en train à Vienne. Il est incinéré le 8 septembre 1936
Le 6 novembre 1950 le conseil municipal de la ville de Vienne décide que l'urne contenant ses cendres sera placée dans le columbarium d'honneur du crématorium de Simmering à Vienne qu'il avait contribué à faire construire en 1921. Il repose aux côtés de deux autres socialistes Viennois, Robert Danneberg et Hugo Breitner, non loin de la sépulture d'Adele Bloch-Bauer dont il fréquentait le salon et dont il avait été le médecin avant qu'elle ne meure en 1925.

## Reconnaissances
- Une place dans le (9e arrondissement) de Vienne porte son nom depuis 1949 (anciennement Althanplatz)[9].
- La ville de Vienne décerne depuis 1960 une médaille : la Prof. Dr Julius Tandler-Medaille der Stadt Wien aux personnes qui se sont distinguées dans le domaine social. Elle porte la légende suivante : für Verdienste um die Menschlichkeit ("pour services rendus à l'humanité"). Elle comporte trois grades, bronze, argent et or[9].
- En septembre 2016 une exposition est organisée pour le 80e anniversaire de sa mort : Le rêve de la "nouvelle personne", à la laverie no 2, Karl-Marx-Hof, Halteraugasse 7, à Vienne. Elle n'occulte pas l'intérêt qu'a pu porter Julius Tandler à l'eugénisme mais se propose de la contextualiser en fonction de l'époque dans laquelle elle s'insère et des œuvres réalisées par Tandler[5].
- Un buste à son effigie est réalisé par Josef Franz Riedel (de)[7]
- De nombreuses institutions portent également son nom.

## Polémique à propos de lavie indigne

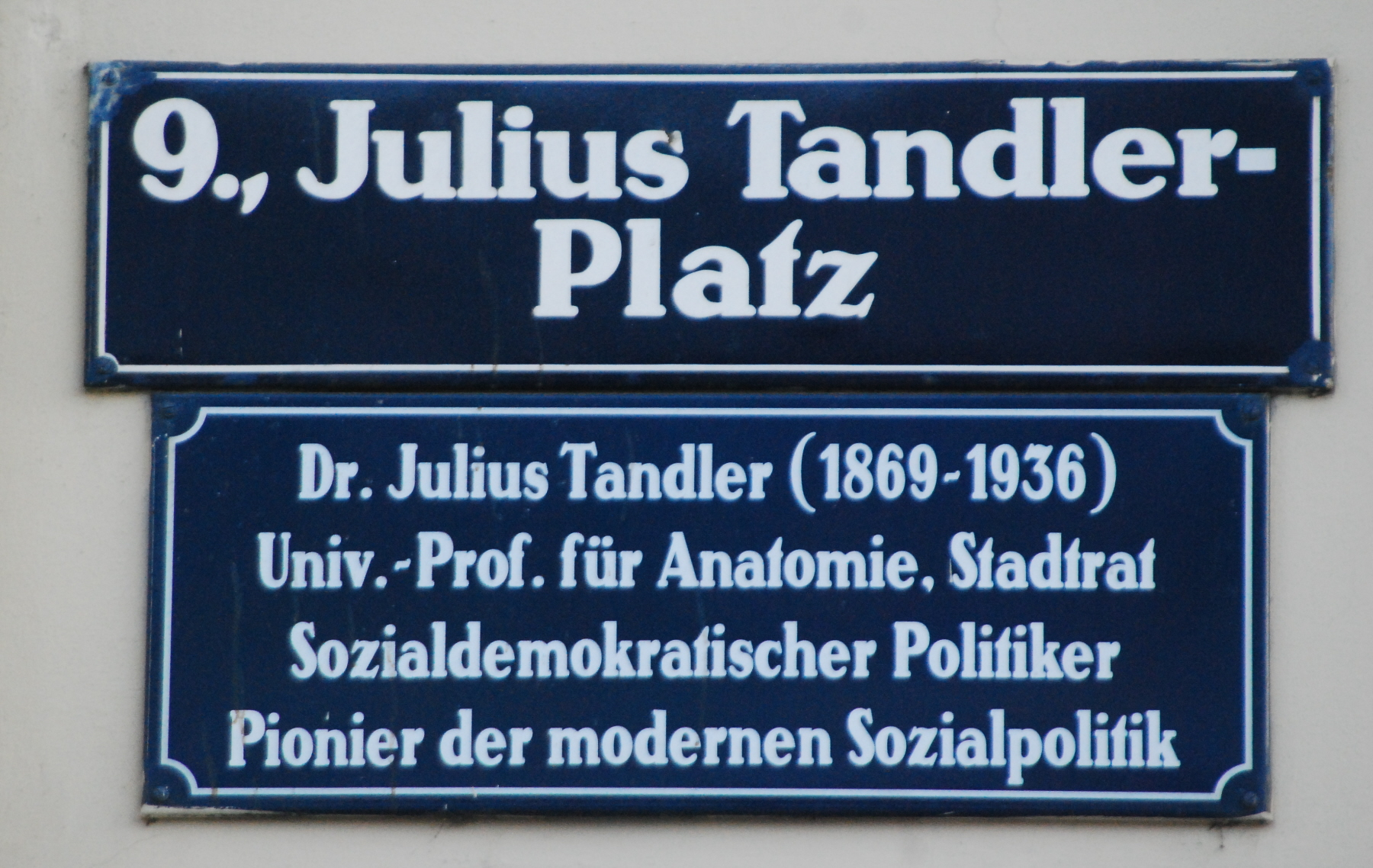
Une des plaques commémoratives figurant sur la Julius Tandler-Platz (ainsi dénommée depuis 1949) à Vienne (9e arrondissement).

Entre 2011 et 2013, la ville de Vienne a souhaité mettre en place une commission pour réaliser une étude en vue de contextualiser historiquement les choix d'attribution des noms de rues. La place Julius Tandler a été alors identifiée comme « nécessitant une réflexion ».
En 2015, tandis qu'il est question d'inaugurer une plaque commémorative pour Julius Tandler, le politologue tchèque Miroslav Mareš (de) estime que les propos relatifs à l'eugénisme et à l'hygiène raciale — Julius Tandler était membre de la Wiener Gesellschaft für Rassenpflege (Société viennoise d'hygiène raciale) — que ce dernier a pu tenir ne peuvent être relégués au second plan.
L'auteur dénonce sa théorie de « la vie indigne de la vie » et son étude Danger d'infériorité (1928). Dans un document de travail en 1930, Julius Tandler regrettait que « l'humanité en sache trop peu sur la signification des découvertes de l'eugénisme et évite le début d'actions préparatoires ». Selon cet auteur, il entendait avant tout « l'extermination de l'inférieur », mais sans toutefois proposer de mesures concrètes clairement formulées : « Quels efforts les États doivent faire pour une vie parfaite qui ne vaut pas la peine d'être vécue, on peut le voir dans l'exemple que 30 000 idiots (c'est-à-dire malades mentaux) en Allemagne ont coûté au pays deux milliards de marks. Avec la connaissance de ces chiffres, le problème de la destruction d'une vie indigne de la vie gagnera, de sorte qu'une vie digne d'être vécue puisse être tenue à jour et importante. »
En 2016, le sociologue autrichien, Klaus Taschwer (de), énonce une autre citation de Julius Tandler : « Certes, il y a des raisons éthiques, humanitaires ou faussement humanitaires qui parlent contre elle, mais finalement l'idée qu'il faille sacrifier la vie indigne de la vie pour qu'elle vaille la peine d'être vécue devient plus et de plus en plus à entrer dans la conscience populaire. (Tandler, Ehe und Demölkerungspolitik, 1924) ».
Ces propos sur ces questions pourraient faire de Julius Tandler un des pionniers de l'idéologie raciale eugéniste développée par la suite par le National-socialisme. Tandler sera cependant rejeté par les hygiénistes raciaux nazis en raison de ses préoccupations sociales au travers d'un eugénisme positif qu'il prônait. Certains de ses écrits démontrent cependant une certaine ambivalence envers un eugénisme négatif.
Klaus Taschwer contextualise également : « Mais il existe également des différences importantes entre les différents concepts eugéniques: alors que l'eugénisme négatif reposait sur l'élimination des «mauvaises dispositions héréditaires», qui ont conduit à l'hygiène raciale des nazis, les eugénistes « productifs » et socialistes, tels que les tandlers, comptaient sur des conditions, sur l'éducation ou le conseil matrimonial pour arriver à la « nouvelle personne » ».
Ainsi il écrivait également en 1924 : « Il y a une vie indigne de vivre du point de vue de l'individu, mais aussi du point de vue de la politique démographique, et là aussi l'individu et le grand public entrent souvent en conflit. L'appréciation de la valeur de sa propre vie est et reste une partie de la liberté personnelle ; il n'y a pas seulement un droit à la vie, mais aussi un devoir de vivre et l'appréciation entre devoir de rester et droit de partir est l'affaire de l'individu. »
Quoi qu'il en fut, ses réflexions autour d'un eugénisme négatif s'il en fut n'orientaient pas sa pratique professionnelle qui était empreinte d'humanisme et d'intérêt pour les questions sociales. Il avait ainsi l'habitude de dire : « Ceux qui construisent des palais pour enfants démolissent les murs des donjons » ou encore « La société est obligée de venir en aide à tous ceux qui sont dans le besoin » et « Construire des écoles épargne des prisons ».

## Publications

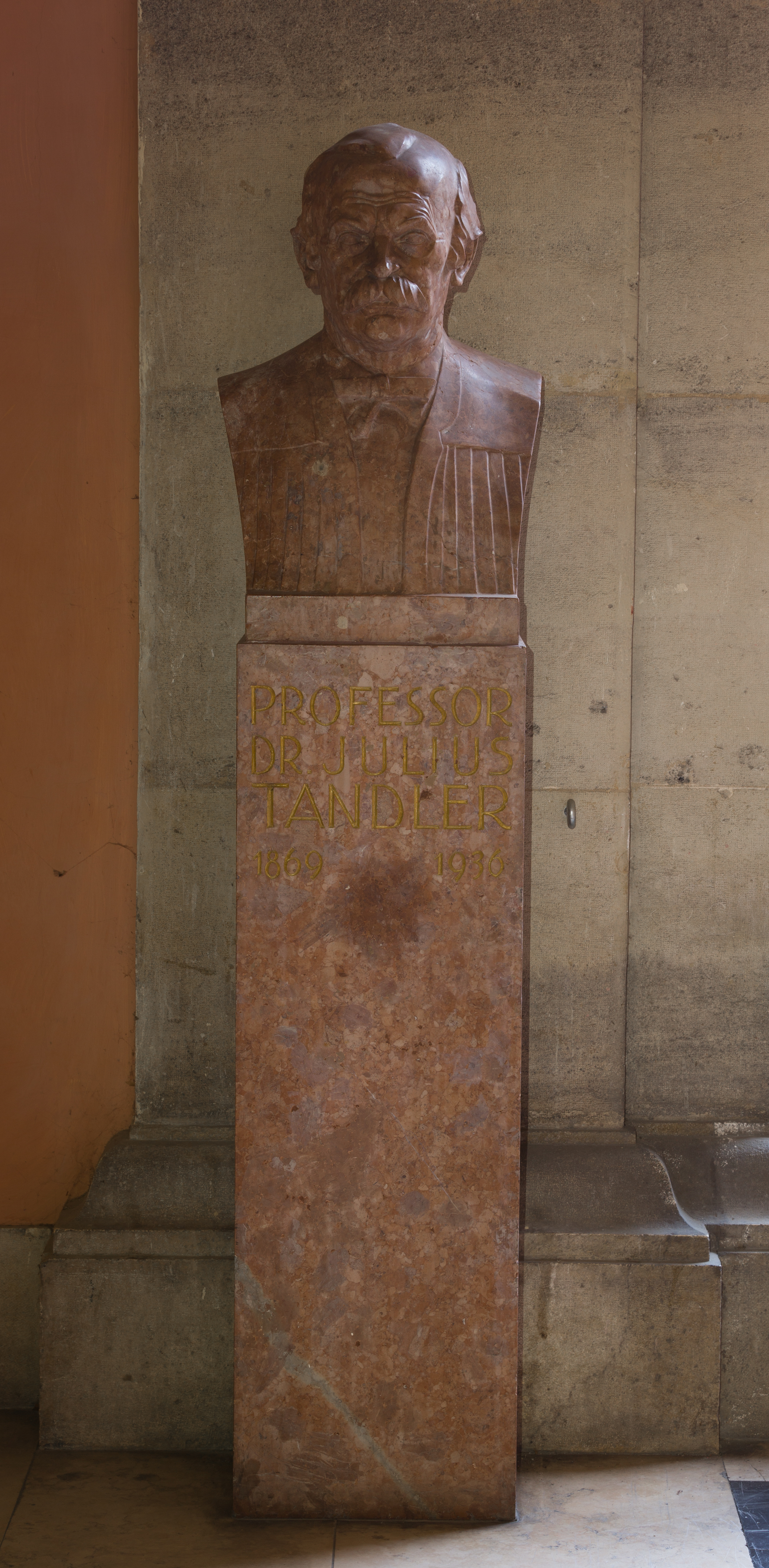
Buste de Julius Tandler dans la salle des arcades de l'Université de Vienne.

- Das Kind im Wachsen und Werden (L'enfant au fur et à mesure qu'il grandit et devient), 1912
- Anatomie des Herzens (Anatomie du cœur), 1913
- Die biologischen Grundlagen der sekundären Geschlechtscharaktere (La base biologique des caractères sexuels secondaires), 1913
- Topographie dringlicher Operationen (Topographie des opérations urgentes), 1916
- Lehrbuch der systematischen Anatomie (Manuel d'anatomie systématique), 1918-29, 4 volumes
- Ehe und Bevölkerungspolitik (Politique du mariage et de la population), 1924
- Wohltätigkeit oder Fürsorge? (Charité ou bien-être?), 1925
- Das Wohlfahrtsamt der Stadt Wien (Bureau de la protection sociale de la ville de Vienne), 1931
- Volk in China (Le peuple de Chine), 1935